# ملعب عبد الكريم كروم
ملعب عبد الكريم كروم هو ملعب كرة قدم يقع في مدينة سيق ولاية معسكر، تم تدشينه يوم 19 جوان 2022، يتسع هذا الملعب لـ 20,000 مناصر. يعد الملعب تحفة كروية باتم بمعنى الكلمة وهو عصري مغطى بشكل كامل يبعد عن مدينة معسكر بـ43كلم و عن مدينة وهران 52 كلم.

## المرافق
هذا الملعب يحتوي على عدة مرافق:
- قاعة متعددة الرياضات (بسعة 500 متفرج)
- ثلاثة مسابح أحدها مسبح أولمبي.
- مضمار سباق لألعاب القوى داخل الملعب الرئيسي.

## الأحداث
يعتبر هذا الملعب من بين الملاعب التي سوف تستضيف ألعاب البحر الأبيض المتوسط 2021 بولاية وهران.
و أيضا من ملاعب مستضيفة لبطولة كأس العرب تحت 17 سنة 2022